# Бувальщина
Бува́льщина або били́ця (російське «быль, былина») — коротке усне оповідання про те, що нібито сталось насправді.

## Загальні відомості
Тематика билиць переважно побутова, часто мовиться про незвичайні події, спілкування людини з надприродними силами (відьмами, лісовиками, вовкулаками тощо). Це підтверджується і самою їхньою назвою:
Не шкодить: Такую річ і записать,
Бо се не казка, а билиця,
Або бувальщина, сказать (Т. Шевченко).
Оповідки, що ґрунтуються на нереальному, алогічному, називають небилицями.

## Збірники
Збірники записів билиць видали:
- Пантелеймон Куліш («Українські народні перекази», 1847)[2],
- Михайло Драгоманов («Малоруські народні перекази та оповідання», 1876)[3].

Билиці є також в окремих виданнях Володимира Гнатюка («Знадоби до галицько-руської демонології», 1904, 1912; «Народні новели», 1917; «Народні оповідання про опришків», 1910; «Народні оповідання про тютюнарів», 1915 та ін.).

## У літературній традиції
Назви запозичили письменники для жанрового означення своїх творів, написаних за відповідними фольклорними джерелами, наприклад, О. Стороженко («Українські оповідання», 1863), Остап Вишня («Усмішки», 1928), Д. Білоус («Поліська бувальщина») та ін.
Билиці називають цікаві, часто анекдотичного змісту пригоди з життя визначних людей, наприклад, у виданнях І. Артемчука та Г. Григор'єва «Цікаві бувальщини» (К., 1966).